# Milan Urban
Milan Urban (* 15. října 1958 Čáslav) je český politik, v letech 1995 až 2022 člen České strany sociálně demokratické, v letech 1998 až 2004 a pak 2006 až 2013 poslanec Poslanecké sněmovny, v letech 2003–2006 ministr průmyslu a obchodu. Dále byl poslancem mezi lety 2013 až 2017.

## Biografie
Vystudoval v roce 1982 Hutnickou fakultu Vysoké školy báňské v Ostravě a poté pracoval v ČKD Kutná Hora jako technik. Později přešel do funkce výrobního náměstka v ČSAO Čáslav. V letech 1991–1995 pracoval na Městském úřadu v Čáslavi jako vedoucí odboru hospodářství a investic. Do roku 1998 pak působil v soukromé sféře.
V letech 1985–1989 byl členem KSČ. V roce 1995 vstoupil do České strany sociálně demokratické. Ve volbách v roce 1998 byl zvolen do poslanecké sněmovny za ČSSD (volební obvod Středočeský kraj). Byl členem sněmovního rozpočtového výboru a v letech 2000–2002 místopředsedou poslaneckého klubu sociální demokracie. Ve volbách v roce 2002 mandát obhájil. Zasedal opět v rozpočtovém výboru a taky v organizačním výboru sněmovny. Do července 2002 byl místopředsedou poslaneckého klubu ČSSD, potom až do března 2003 předsedou klubu.
V březnu 2003 byl jmenován ministrem průmyslu a obchodu ve vládě Vladimíra Špidly. Ve funkci nahradil Jiřího Rusnoka, kterého premiér Vladimír Špidla odvolal. Post ministra si udržel i v následující vládě Stanislava Grosse a vládě Jiřího Paroubka. Ve funkci ministra podporoval mimo jiné prolomení těžebních limitů hnědého uhlí v severních Čechách a stavbu nových jezů na Labi. Za svůj výrok „Limity jsou pozůstatkem posttotalitní doby, kdy ještě neexistovaly základní demokratické právní principy“ byl nominován na cenu Zelená perla roku 2004.
V roce 2006 jej ve funkci ministra vystřídal Martin Říman. Ve volbách v roce 2006 byl opět zvolen do poslanecké sněmovny za ČSSD. Byl místopředsedou sněmovního hospodářského výboru a členem rozpočtového výboru. Post poslance obhájil rovněž ve volbách v roce 2010 a byl předsedou hospodářského výboru sněmovny. V prosinci 2012 se stal místopředsedou poslaneckého klubu ČSSD.
V březnu 2007 byl na sjezdu ČSSD zvolen místopředsedou sociální demokracie pro řízení. V středočeské ČSSD se profiloval jako kritik a rival Davida Ratha. Na jaře 2012 byl Urban odsunut na kandidátce do krajských voleb 2012 na nevolitelné místo, což označil za parodii na demokracii. Po zatčení Davida Ratha v květnu 2012 vyzval vedení strany ve středních Čechách, aby dalo své funkce k dispozici. V roce 2009 čelil kritice v rámci takzvané Toskánské aféry, kdy se objevil mezi jinými politiky a podnikateli na fotografiích z letoviska Monte Argentario, kde trávil luxusní dovolenou ve společnosti lobbisty ČEZ Vladimíra Johanese.
Ve volbách do Poslanecké sněmovny PČR v roce 2017 obhajoval svůj poslanecký mandát za ČSSD ve Středočeském kraji, ale neuspěl. Ve volbách do Poslanecké sněmovny PČR v roce 2021 kandidoval na 2. místě kandidátky ČSSD ve Středočeském kraji, ale nebyl zvolen, když ČSSD nepřekročila pětiprocentní hranici nutnou ke vstupu do Poslanecké sněmovny.
V prosinci 2022 oznámil, že opouští ČSSD a spolu s dalšími bývalými členy ČSSD zvažuje založení nového středolevicového subjektu.
Má tři děti z prvního manželství. V červenci 2010 se podruhé oženil s Helenou Židkovou, svou asistentkou z poslanecké sněmovny. Mezi jeho zájmy patří sport, především fotbal, tenis a motorismus – účastnil se také několika závodů (v letech 2007–2010) v barvách stáje Charouz. Předsedal fotbalovému klubu FC Zenit Čáslav.